# Pranlukast
Pranlukast (tên thương hiệu Onon, オノン) là một chất đối kháng thụ thể cysteinyl leukotriene-1. Thuốc này hoạt động tương tự như montelukast (Singulair) của Merck & Co. Nó được sử dụng rộng rãi tại Nhật Bản.
Các loại thuốc thuộc nhóm này, được đặt theo nhiều tên khác nhau tùy theo việc người ta nhìn vào hệ thống danh pháp của Mỹ, Anh hay Châu Âu, có chức năng chính là sự đối kháng của co thắt phế quản gây ra, chủ yếu là trong bệnh hen, do phản ứng dị ứng với vô tình hoặc vô tình gặp phải chất gây dị ứng.
Các thuốc thuộc nhóm này thường được sử dụng như một liệu pháp bổ trợ cho liệu pháp tiêu chuẩn của steroid dạng hít với thuốc chủ vận beta tác dụng dài và/hoặc tác dụng ngắn. Có một số loại thuốc tương tự trong nhóm; tất cả dường như có hiệu quả như nhau. Pranlukast cũng được báo cáo là chất ức chế tiềm năng nhiễm Mycobacterium tuberculosis trong các mô hình thí nghiệm.